# سوکولسکو (استان کرجالی)
سوکولسکو (به بلغاری: Sokolsko) یک منطقهٔ مسکونی در بلغارستان است که در شهرستان کاردژالی واقع شده‌است.